# Pimelimyia grossa
Pimelimyia grossa är en tvåvingeart som beskrevs av Louis-Paul Mesnil 1959. Pimelimyia grossa ingår i släktet Pimelimyia och familjen parasitflugor. Inga underarter finns listade i Catalogue of Life.